# ジョシュ・ベックハイス
ジョシュ・ベックハイス（Josh Bekhuis、1986年4月26日 - ）は、サウスランドに所属するラグビーユニオン選手。

## プロフィール
- ニュージーランド・インバーカーギル出身。
- ポジションはロック(LO)。
- 身長 200cm、体重 112kg

## 略歴
サウスランドボーイズ高校、ハイランダーズ、ブルーズ、リヨンOUを経て、2018年、Honda HEATに加入。同年9月1日に行われたジャパンラグビートップリーグ第1節のリコーブラックラムズ戦にて先発出場で日本での公式戦初出場を果たす。
2020年、清水建設ブルーシャークス(現・清水建設江東ブルーシャークス)に加入。
2022年、サウスランドに加入。